# Svenskhusen i Normandie

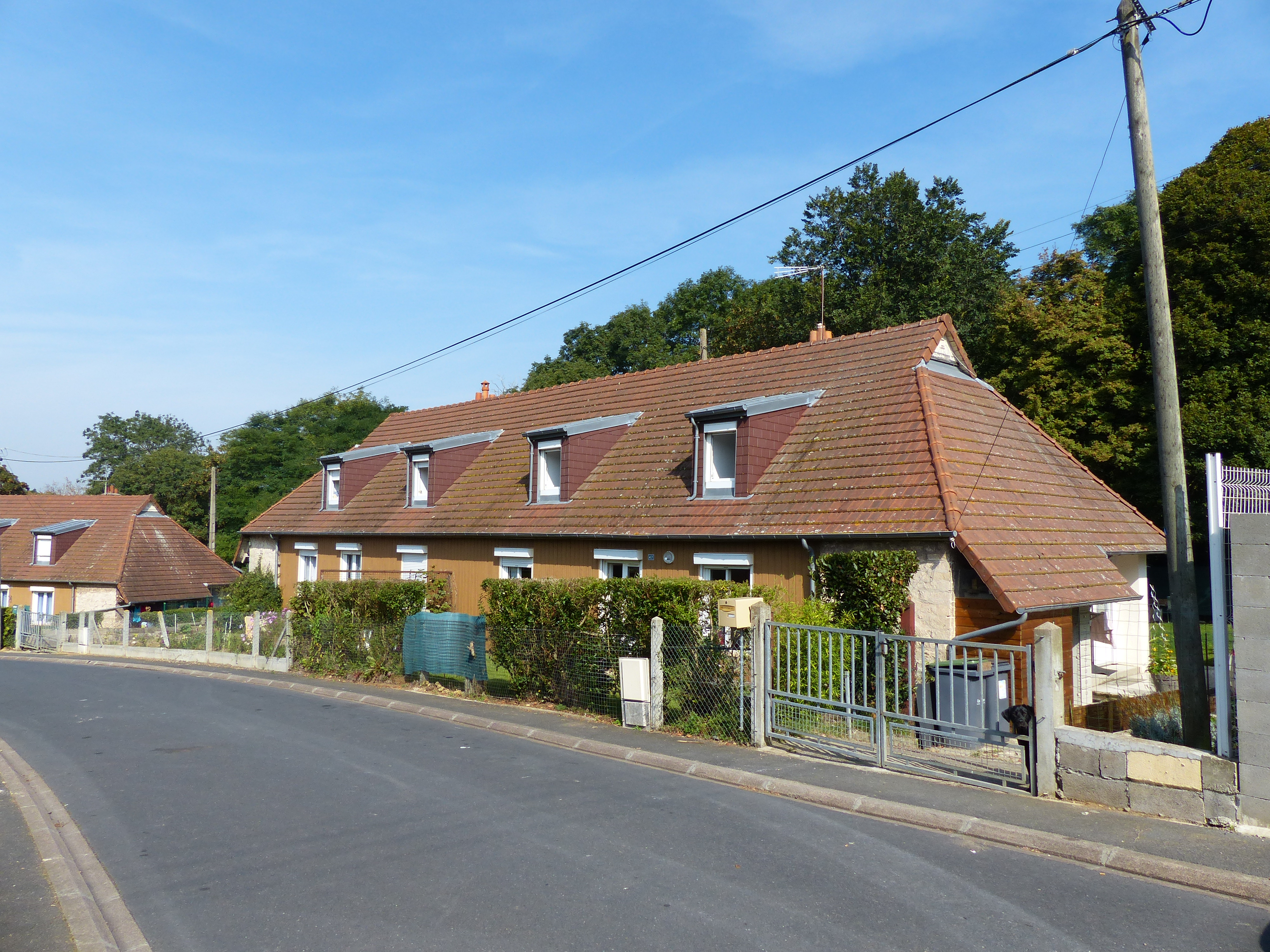
Colombelles Cité Suédoise i september 2014.

"Svenskhusen", "les Suédoises", är nära 400 hus som uppfördes i tio kommuner i departementet Calvados i Normandie i Frankrike, efter andra världskrigets slut.
I slutskedet av andra världskriget, inför invasionen av Normandie 1945, bombade de allierade Normandie för att göra det svårare för tyskarna. Journalisten Victor Vinde kom till Calvados och såg att barnfamiljer bodde i källare under utbombade hus. Han skildrade misären i Göteborgs Handels- och Sjöfartstidning. Många i Sverige blev upprörda. 
Rädda Barnen, svensk träindustri och svenska snickare slog sig samman för att hjälpa de nödställda. Prins Bertil tog ledningen för hjälpinsatsen, som regeringen ställde sig bakom. Man använde sig av metoden för de monteringsfärdiga småhus som uppförts i många städer. Husen behövde dock anpassas efter fransk tradition, vilket gjordes av arkitekten Sven Ivar Lind som varit verksam i Paris.  
För frakten fick tremastade träskutor ("111:or") anlitas då det fanns magnetiska minor i vattnen. I båtlast efter båtlast fraktades nästan 400 monteringsfärdiga bostäder, flera daghem och en kyrka till Caen. Arbetet med att sätta upp husen leddes av Eric Egerö på Försvarets bostadsanskaffningsnämnd. Färdigställandet försenades på grund av svårigheter att få loss behövligt byggnadsmaterial från franska myndigheter. Först 1947 kunde invigning ske. 
Jämfört med franska förhållanden var husen, med två eller tre lägenheter i varje länga, välplanerade och "lyxiga", med förhållandevis stora ytor, rinnande vatten, centralvärme och ett modernt svenskt kök. Inomhusklimatet i trähusen var också behagligare än i de franska stenhusen. 
Tio kommuner fick varsitt svenskt stadsområde, "Cité Suédoise": Aunay sur Odon, Bretteville sur Laize, Caen, Colombelles, Condé sur Noireau, Fleury sur Orne, Lisieux, Mézidon, St André sur Orne och Thury Harcourt. 
Ett speciellt projekt, lett av Rädda Barnen, var de svenska välutrustade barnstugorna, "les chreches Suédoises". I Noireau byggdes en liten protestantisk kyrka.
Husen har fortsatt vara populära, och 50-års- och 60-årsdagarna firades. De har byggts om invändigt men i huvudsak behållit exteriörerna. Några rivningar har skett, men merparten av husen står kvar.

## Svenskhusen på Bornholm
Svenskhusen på Bornholm var prefabricerade svenska småhus som skänktes på motsvarande sätt till danska Bornholm, som hade bombats av Sovjetunionen i krigets slutskede.

## Svenskehusen i Norge
Under och efter andra världskriget skänkte Sverige monteringsfärdiga "svenskehus" till flera städer i Norge. 